# Dos para el camino

Dos para el camino es una película de 1981 dirigida por Jaime Cuesta y Alfonso Naranjo. Fue estrenada el 4 de marzo de 1981 en el teatro Bolívar de Quito y fue una de las cintas más taquilleras en su año de estreno.
Es considerada la primera comedia ecuatoriana llevada a la pantalla grande y una de las primeras realizaciones íntegramente hecha con capitales, técnicos y actores ecuatorianos. El documentalista argentino Jorge Prelorán fue el editor de la película. Formó parte de la Colección de Cine Ecuatoriano lanzada en DVD con una restauración y remasterización integral de las obras.

## Sinopsis
Alejandro (Ernesto Albán) es un vendedor ambulante que intenta ganarse el sustento diario haciendo uso de su astucia y estafando disimuladamente a la gente que encuentra en su camino. Cierto día Alejandro y Gilberto (Cesar Carmigniani) se conocen y deciden asociarse y viajar juntos por distintas rutas del Ecuador. En uno de sus viajes a causa de fallas técnicas del vehículo se quedan varados y reciben la ayuda de un empresario industrial y su hermosa hija, Andrea (Annie Rossenfeld). Los camaradas como siempre deciden favorecerse de la situación y fingen posiciones sociales ante Andrea y su padre.
Luego de que le reparan el automóvil, Alejandro y/e Gilberto retoman su viaje en busca de nuevos métodos de trabajo.
Gilberto trata de buscar a Andrea y al fin la encuentra en un centro comprando ropa para un desfile en el cual Andrea fue cordialmente invitada.
Luego Gilberto engaña a Andrea y a Alejandro sobre un aparente suicidio.
Gilberto termina enamorándose perdidamente de Andrea lo cual lo lleva junto a Alejandro por nuevas travesías en el objetivo de conquistar el corazón de Andrea intentando no ser descubierto en su mentira.

## Locaciones
Este filme intentó cambiar la forma de la narrativa cinematográfica que escasamente se hacía en el Ecuador para emprender el mismo camino de la época de oro del cine latino creando, mediante una “road movie”, una historia envolvente que lleva al espectador a visitar gran cantidad de locaciones tanto de la urbe como del sector rural de ciudades del Ecuador como Quito, Otavalo, Cuenca, Manta y Guayaquil.